# Mylothris agathina
Mylothris agathina is een vlinder uit de familie van de witjes (Pieridae), onderfamilie Pierinae.
De wetenschappelijke naam van de soort werd in 1779 gepubliceerd door Pieter Cramer.

## Synoniemen
- Cathaemia xantholeuca Hübner, 1819